# کلک‌هیتون
کلک‌هیتون (به انگلیسی: Cleckheaton) یک شهرک در بریتانیا است که در Kirklees واقع شده‌است. کلک‌هیتون ۱۶٬۶۲۲ نفر جمعیت دارد.